# Maxim Šuvalov
Maxim Alexejevič Šuvalov (Максим Алексеевич Шувалов;* 23. dubna 1993 v Rybinsku – 7. září 2011 v Jaroslavl) byl ruský hokejový obránce.

## Hráčská kariéra
S hokejem začínal v rodném městě, v týmu HK Rybinsk. V roce 2010 byl nominován do sestavy ruské reprezentace v mistrovství světa do 18 let, kdy s reprezentací vybojoval bronzovou medaili. Po turnaji byl draftován v KHL týmem Lokomotiv Jaroslavl ve 2. kole celkově 38. Na nadcházející sezónu byl přizazen do juniorského týmu Jaroslavli Loko hrajícího v lize MHL, kde strávil celý ročník 2010/11. Na začátku sezóny 2011/12 byl přizván do širšího kádru Lokomotiv Jaroslavl a s týmem odcestoval do úvodního zápasu proti HK Dynamo Minsk, kde měl debutovat v KHL. Jenomže při odletu z letiště Tunošna se letadlo nedaleko místa startu zřítilo. V troskách Šuvalov zahynul.

## Klubová statistika
| Sezóna       | Klub           | Soutěž       |    | Základní část | Základní část | Základní část | Základní část | Základní část |   | Play off | Play off | Play off | Play off | Play off |
| Sezóna       | Klub           | Soutěž       | Z  | G             | A             | B             | TM            | Z             | G | A        | B        | TM       |          |          |
| 2010/2011    | Loko Jaroslavl | MHL          | 51 | 1             | 5             | 6             | 28            | 3             | 0 | 0        | 0        | 0        |          |          |
| Celkem v MHL | Celkem v MHL   | Celkem v MHL | 51 | 1             | 5             | 6             | 28            | 3             | 0 | 0        | 0        | 0        |          |          |

## Reprezentace
| Rok                       | Tým                       | Soutěž                    | Z | G | A | B | TM |
| ------------------------- | ------------------------- | ------------------------- | - | - | - | - | -- |
| 2011                      | Rusko 18                  | MS-18                     | 7 | 0 | 0 | 0 | 4  |
| Juniorská kariéra celkově | Juniorská kariéra celkově | Juniorská kariéra celkově | 7 | 0 | 0 | 0 | 4  |